# آکی برگ
آکی برگ (فنلاندی: Aki Berg؛ زادهٔ ۲۸ ژوئیهٔ ۱۹۷۷) بازیکن هاکی روی یخ اهل فنلاند بود.